# Petárda (pirotechnika)

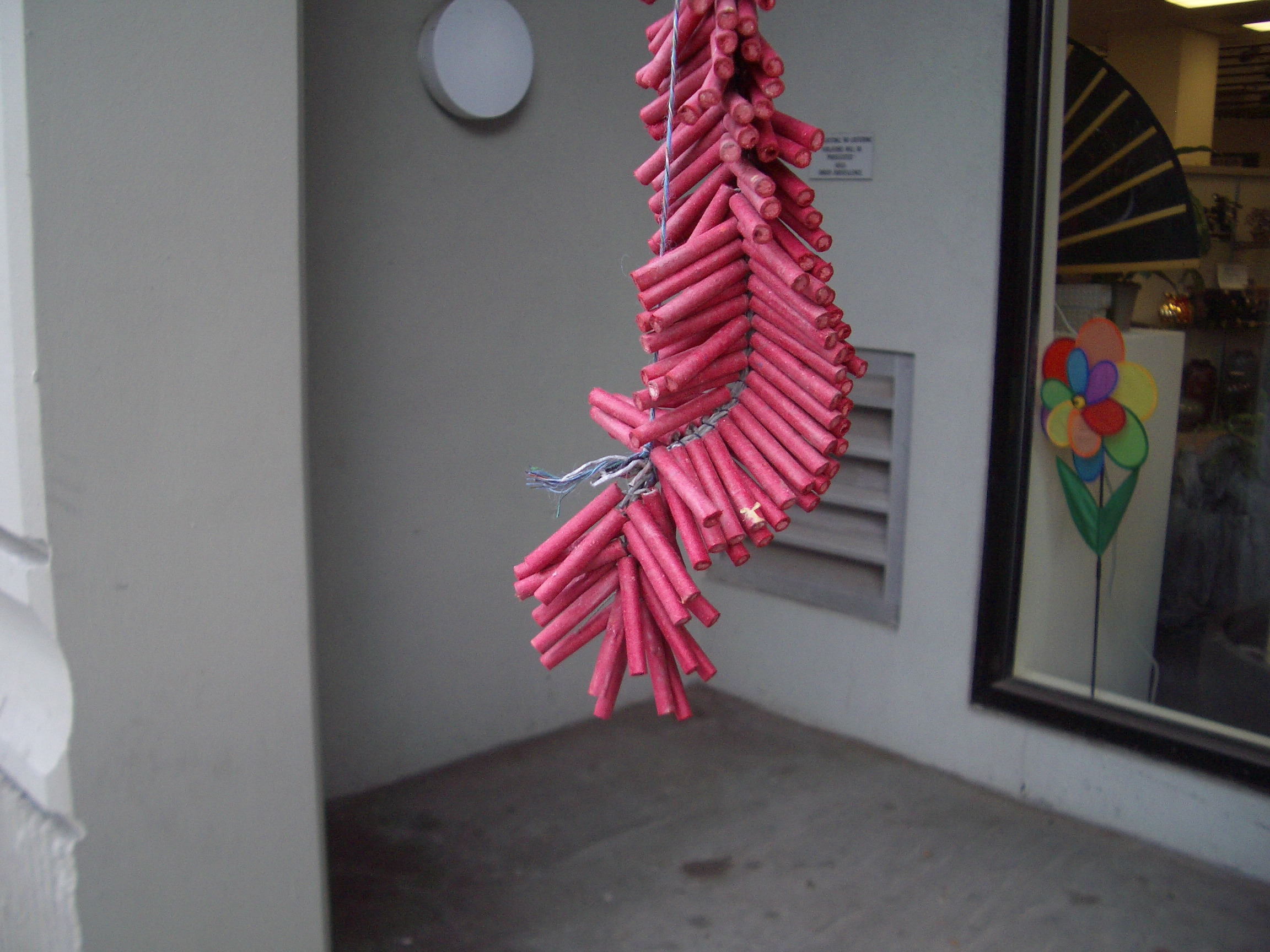
Petárda füzér

A petárda egy pirotechnikai eszköz. Kínai találmány, kezdetben vékony bambuszszár-szeleteket töltöttek meg lőporral, amelynek végét egy rövid kanóccal látták el. Jellemző effektusa a robbanás nagy hang kíséretével. A környező országokban egész évben legális mindenféle tűzijáték. Magyarországon a használata és megvásárlása is tilos, birtoklása szabálysértésnek minősül. Európában Svédországban, Egyesült Királyságban és Írországban szintén tilos a petárda birtoklása.

### Leírás
- 1. gyújtózsinór (helytelenül: kanóc)
- 2. gyújtófej (dörzselegy, hasonló a gyufán lévőhöz)
- 3. gipsz
- 4. robbanóanyag (szinte mindig flash por, ami általában oxidálószerből és fémporból áll)
- 5. késleltető (általában préselt fekete lőpor)
- 6. hajtóanyag, a 3. kép forgó petárdát ábrázol[3]
- 7. fúvóka
- 8. borítás

### Biztonságos használat
A dörzsérzékeny petárdafejet gyufásdobozon meggyújtjuk és szilárd, száraz alapzatra dobjuk min. 5 méter távolságra és legalább 5 méterre gyúlékony anyagoktól, személyektől és állatoktól. A működés a gyújtás után 3-6 másodperc késleltetésnyire következik be. Csak szabadban használható! A termék helytelen kezelése különösen balesetveszélyes, az egészségre káros lehet.
A legveszélyesebb típusok a többször (kétszer vagy háromszor) durranó petárdák. Ezeknél a típusoknál a petárdát használó személynek semmilyen ráhatása nincs arra, hogy a petárda az első robbanás után hova repül, így a második vagy harmadik robbanás már – akár több méterre lévő – személy vagy állat közvetlen közelében történhet, ami komoly balesetet okozhat.
A működésbe nem lépett termék megsemmisítése: 1 percig vízbe kell meríteni.
A petárdákat hanghatásuk alapján több csoportba is sorolhatjuk. Tipikus értékek: 60 decibeles, 80 decibeles és az akár süketség okozására is alkalmas 120 decibeles petárda.